# Kattegat
Het Kattegat (Zweeds: Kattegatt) is de zeestraat tussen Halland in Zweden en Jutland in Denemarken die deel uitmaakt van de verbinding tussen de Noordzee en de Oostzee. Deze verloopt via het Skagerrak, het Kattegat en de Sont, Grote Belt en Kleine Belt. De naam Kattegat is afkomstig van Nederlandse zeelieden en betekent nauwe doorgang. Deze naam wordt internationaal gebruikt, ook in de Scandinavische talen.
Aan het Kattegat staan verschillende vuurtorens waaronder:
- Väderöbod op het gelijknamige eiland in de Väderöarna-archipel, Zweden
- Vuurtoren van Skagen op het eiland Vendsyssel-Thy, Denemarken
- Vuurtoren van Vinga op het eiland Vinga, Zweden

Daarnaast staat er een fort op een eiland in Kattegat, het Nieuwe Älvsborg. 
In het Kattegat mondt de rivier de Göta älv uit, afkomstig van het grootste meer van Zweden.